# Cromato di potassio
Il cromato di potassio è il sale di potassio dell'acido cromico, di formula K2CrO4. Nel 1878 fu scoperto in Cile un minerale costituito da cromato di potassio, denominato poi tarapacáite, dal nome della località del rinvenimento, la regione a clima desertico di Tarapacá.
A temperatura ambiente si presenta come polvere cristallina gialla, inodore, molto solubile in acqua.
È un comune reagente di laboratorio, forte ossidante, che si può ottenere facendo reagire l'anidride cromica con l'idrossido di potassio:
CrO3  +  2 KOH   →   K2CrO4  +  H2O
oppure, al posto di CrO3, si può usare il bicromato di potassio:
K2Cr2O7  +  2 KOH  →  2 K2CrO4  +  H2O
Si può anche partire da Cr(III) ed eseguire un'ossidazione a Cr(VI) con l'ossigeno dell'aria, arrostendo l'ossido di cromo in ambiente basico, con carbonato di potassio:
2 Cr2O3  +  4 K2CO3  +  3 O2  →  4 K2CrO4  +  4 CO2
Al posto dell'ossigeno si può usare come agente ossidante il nitrato di potassio o anche il clorato di potassio.
Acidificando una soluzione acquosa di cromato di potassio si ottiene il corrispondente dicromato, di colore arancione-rosso ed anch'esso molto tossico; la reazione è poi reversibile, secondo l'equilibrio:
{\displaystyle {\ce {2 CrO4^2- + 2 H3O+ <=> Cr2O7^2- + 3 H2O}}}
Essendo formato da cromo con valenza 6, il cromato di potassio è un composto pericoloso per l'uomo: mutageno, corrosivo, allergenico e pericoloso per l'ambiente.